# Aguada (Colombie)
Pour les articles homonymes, voir Aguada.
Ne doit pas être confondu avec Aguadas.
Aguada est une municipalité située dans le département de Santander en Colombie.